# Корякино (озеро)
Корякино — озеро на западе Тверской области, расположенное на территории Пеновского района. Исток Западной Двины.
Другие устаревшие названия озера — Двинецкое и Двинец. Озеро находится на водоразделе Балтийского и Каспийского бассейнов. Озеро Соблаго, расположенное в 2 километрах к востоку, принадлежит уже бассейну Волги.
Расположено в 350 метрах к северо-западу от автомобильной дороги Андреаполь — Осташков, в 1,5 км от деревни Щеверево. Лежит на высоте 221,2 метра над уровнем моря. Длина озера 1,2 км, ширина до 1 км. Площадь водного зеркала — 0,8 км². Протяжённость береговой линии — более 3,4 км. В центральной части озера находится небольшой вытянутый остров (длина 310 м, ширина до 95 метров).
Из южной части озера вытекает Западная Двина под названием Двинец.